# الشوارب (افرطيسة)
الشوارب هي إحدى مشيخات المملكة المغربية، تتبع جغرافيا لإقليم بولمان وإداريًا لافرطيسة. يقدر عدد سكانها بـ 2754 نسمة حسب الإحصاء الرسمي للسكان والسكنى لسنة 2004.